# Heteragrion inca
Heteragrion inca är en trollsländeart som beskrevs av Philip Powell Calvert 1909. Heteragrion inca ingår i släktet Heteragrion och familjen Megapodagrionidae. Inga underarter finns listade i Catalogue of Life.